# Hertug af York
|  | Maskinoversættelse og/eller tvivlsomt indhold Denne sides indhold bærer præg af at være en maskinoversættelse og/eller meget dårligt og uklart formuleret. Det vurderes at sproget er så dårligt og eventuelt forkert eller til at misforstå, at det bør omskrives eller oversættes på ny. Du kan hjælpe med at oversætte til korrekt dansk i denne og lignende artikler. Hvis dette ikke sker inden for kort tid, kan en sletning komme på tale. Se evt. denne sides diskussionsside eller i artikelhistorikken. IP-kontoen der senest har redigeret her virker ikke overdrevent fortrolig med sproget dansk |

Hertug af York er en engelsk (senere britisk) titel, der blev oprettet i 1384.
Titlen er blevet tildelt 14 medlemmer af kongeslægten.
Titlen er knyttet til Yorkshire i det nordøstlige England. Yorkshire er Englands største grevskab Tidligere var Yorkshire Englands største shire. Grevskabet har rødder tilbage til vikinge-kongeriget Jorvik (Kingdom of Jórvík).

## Rosekrigene

### Baggrund for krigene
I 1384 grundlagde Edmund af Langley Huset York (den hvide rose). I begyndelsen gik York i arv til den gamle hertugs nærmeste mandlige slægtning (dvs. den ældste søn eller den ældste brorsøn).
Huset Lancaster (den røde rose) blev grundlagt af John af Gaunt, der i 1362 blev hertug i Lancaster (Hertugdømmet Yorks nabo mod vest).
I 1399 døde John af Gaunt. Kong Richard 2. af England nægtede imidlertid at overdrage Lancaster til Henry Bolingbroke, der var John af Gaunts ældste søn. Henry Bolingbroke gjorde oprør, og det endte med, at kong Richard 2. blev afsat. Hvorefter Henry Bolingbroke blev kronet som kong Henrik 4. af England. Den nye konge overdrog Lancaster til sin ældste søn Henry af Monmouth (den senere kong Henrik 5. af England).
I 1453 fik kong Henrik 6. af England et anfald af sindssyge. Året efter blev Richard Plantagenet, (den 3. hertug af York) indsat som rigsforstander (Lord Protector). Sidst i december 1454 var kongen rask nok til at genoptage regeringen.
I maj 1455 gjorde hertug Richard Plantagenet af York åbent oprør mod kong Henrik 6. Dette udløste Rosekrigene, der varede til 1485.

### Skiftende konger
Hertug Richard Plantagenet af York ville fordrive slægten Lancaster, så hans egne efterkommere kunne komme på tronen.
Richard Plantagenet døde i 1460. I 1461 blev hans ældste søn Edvard 4. af England konge. (Edvard 4. var far til Elizabeth af York, engelsk dronning 1486-1503 og til Edvard 5. af England, konge april-juni 1483). Richard Plantagenets yngste søn Richard 3. af England var konge i 1483-1485.
Rosekrigenes afgørende slag fandt sted ved Bosworth i 1485. Her døde kong Richard 3. fra Huset York, og Lancaster-partiets leder Henry Tudor lod sig udråbe til konge som Henrik 7. af England.

### Henrik 7. og Elizabeth af York
Kong Henriks arveret var tvivlsom. Gennem sin mor var han tipoldebarn af John af Gaunt, der havde grundlagt Huset Lancaster. Han var også tiptipoldebarn af kong Edvard 3. af England. Flere af mellemledene mellem Edvard 3. og Henrik 7. var fødte udenfor ægteskab.
Under krigene var der faldet mange adelsmænd. Dette gjaldt også de mest fremtrædende medlemmer af husene Lancaster og York. Derfor kunne Huset Lancaster ikke stille med en nærmere arving til tronen.
I 1486 afstivede Henrik 7. sin tvivlsomme arveret ved at gifte sig med Elizabeth af York, der var den fornemste overlevende fra Huset York. Alle senere konger og regerende dronninger i England (senere Storbritannien) nedstammer fra Henrik 7. og Elizabeth af York.
Elizabeth af York er den eneste engelske dronning, som har været hustru, datter, søster, brordatter, mor og bedstemor til engelske konger. Hun var også bedstemor til regerende engelske dronninger.

## Efter Rosekrigene
Siden 1413 har skiftende engelske konger og regerende dronninger betragtet Hertugdømmet Lancaster som deres personlige ejendom. Efter Henrik 7.s død i 1509 har der ikke eksisteret noget Lancaster-parti.
Siden 1474 er titlen som Hertug af York altid blevet givet til en yngre søn (den næstældste søn). Af disse 10 hertuger er de 5 blevet konger, mens 4 andre er døde uden at efterlade sig arveberettigede sønner. Den nuværende hertug har to døtre.
I teorien kan titlen gå i arv til den ældste søn, men dette sker ikke, hvis forældrene er på tronen. I praksis er titlen blevet genoprettet hver gang, der skal udnævnes en ny hertug af York.
En hertug af York behøver ikke at være næstældste søn af kongen eller den regerende dronning. Han kan også være næstældste søn af tronfølgeren, eller han kan være bror til kongen (næstældste søn af kongens forældre).
Der udnævnes ikke en hertug af York i hver eneste generation. Til eksempel, Storbrianniens nuværende konge, Charles 3., har to sønner, men hans yngre søn er hertug af Sussex, ikke hertug af York, fordi det er allerede en hertug af York stadig levende - kongens bror. 

## Engelske hertuger af York

### Første oprettelse
- 1384-1402: Edmund af Langley, 1. hertug af York, fjerde overlevende søn af Edvard 3. af England.
- 1402-1415: Edward af Norwich, 2. hertug af York, ældste søn af Edmund of Langley.
- 1425-1460: Richard Plantagenet, 3. hertug af York, ældste brorsøn af Edvard af Norwich, sønnesøn af Edmund af Langley, rigsforstander i 1454.
- 1460-1461: Edvard 4. af England, ældste søn af Richard Plantagenet, var konge i 1461-1470 og 1471-1483, far til Elizabeth af York.

### Anden oprettelse
- 1474-1483: Richard af Shrewsbury, 1. hertug af York, anden søn af Edvard 4., død i fængsel (Tower of London).

### Tredje oprettelse
- 1494-1509: Henry Tudor, anden søn af Elizabeth af York og Henrik 7. af England, dattersøn af Edvard 4., kendt som kong Henrik 8. af England.

### Fjerde oprettelse
- 1605-1625: Karl 1. af England, anden søn af Anne af Danmark og Jakob 6. af Skotland og 1. af England, dobbelt tipoldesøn af Magaret Tudor (søster til Henrik 8.) dobbelt tiptipoldesøn af Elizabeth af York, der var datter af Edvard 4.; Karl 1. var også skotsk hertug af Albany 1603-1625.

### Femte oprettelse
- 1633/1644-1685: Jakob 2. af England, anden overlevede søn af Karl 1., også skotsk hertug af Albany fra 1660. I 1664 overtog briterne Nieuw-Amsterdam. Ved denne lejlighed fik byen (og senere også delstaten) navnet New York til ære for den daværende britiske tronfølger James Stuart, hertug af York og Albany.

## Storbritanniens hertuger af York og Albany

### Huset Hannover
Skotland og England blev forenet til Storbritannien i 1707. I 1714 kom Huset Hannover på den britiske trone. York er en engelsk titel og Albany er en skotsk titel.

### Første oprettelse
- 1716-1728: Ernest, hertug af York og Albany, bror til Georg 1. af Storbritannien, anden søn kurfyrstinde Sophia af Hannover, oldesøn af Jakob 6. af Skotland og 1. af England.

### Anden oprettelse
- 1760-1767: Edvard August, hertug af York og Albany, bror til Georg 3. af Storbritannien, anden søn af Frederik Ludvig af Wales, sønnesøn af Georg 1. af Storbritannien.

### Tredje oprettelse
- 1784-1827: Frederik August, hertug af York og Albany, anden søn og andet barn af Georg 3. af Storbritannien, bror til Georg 4. af Storbritannien, tronfølger 1820-1827.

## Britiske hertuger af York

### Huset Windsor
I 1801 blev Irland og Storbritannien til Det Forenede Kongerige Storbritannien og Irland.
I 1892 udnævnte dronning Victoria sin næstældste sønnesøn prins George  til hertug af York. Han tilhørte Huset Sachsen-Coburg-Gotha. Hans ældre bror var død  samme år uden afkom. Derfor blev han  i 1901 prins af Wales, hertug af Cornwall og hertug af Rothesay (i Skotland) samt hertug af York efter hans far tiltrådte som konge. Han blev konge  selv i 1910. I 1917 besluttede han, at det britiske kongehus i fremtiden skulle hedde Huset Windsor.
Den skotske titel Hertug af Albany bortfaldt i 1827. I 1881 genoprettede dronning Victoria titlen til fordel for prins Leopold, der var hendes fjerde søn. Leopolds søn Karl Edvard (morfar til Carl 16. Gustav af Sverige) var hertug af Sachsen-Coburg og Gotha fra 1900 til 1918. Han deltog i 1. verdenskrig på tysk side. Derfor blev han frataget titlen Hertug af Albany i 1919.
I 1892 blev den gamle engelske titel som Hertug af York genoprettet. Samtidigt blev engelske nummerering af hertugerne af York genoptaget.

### Sjette oprettelse
- 1892-1910: Georg 5. af Storbritannien, anden søn af Alexandra af Danmark og den senere kong Edward 7. af Storbritannien, anden sønnesøn af dronning Victoria.

### Syvende oprettelse
- 1920-1936: George 6. af Storbritannien, anden søn af George 5. af Storbritannien, yngre bror til Edward 8. af Storbritannien.

### Ottende oprettelse
- 1986-nu: Prins Andrew af Storbritannien, anden søn af Elizabeth 2. af Storbritannien, dattersøn af George 6. af Storbritannien.